# Marinus van Reymerswaele

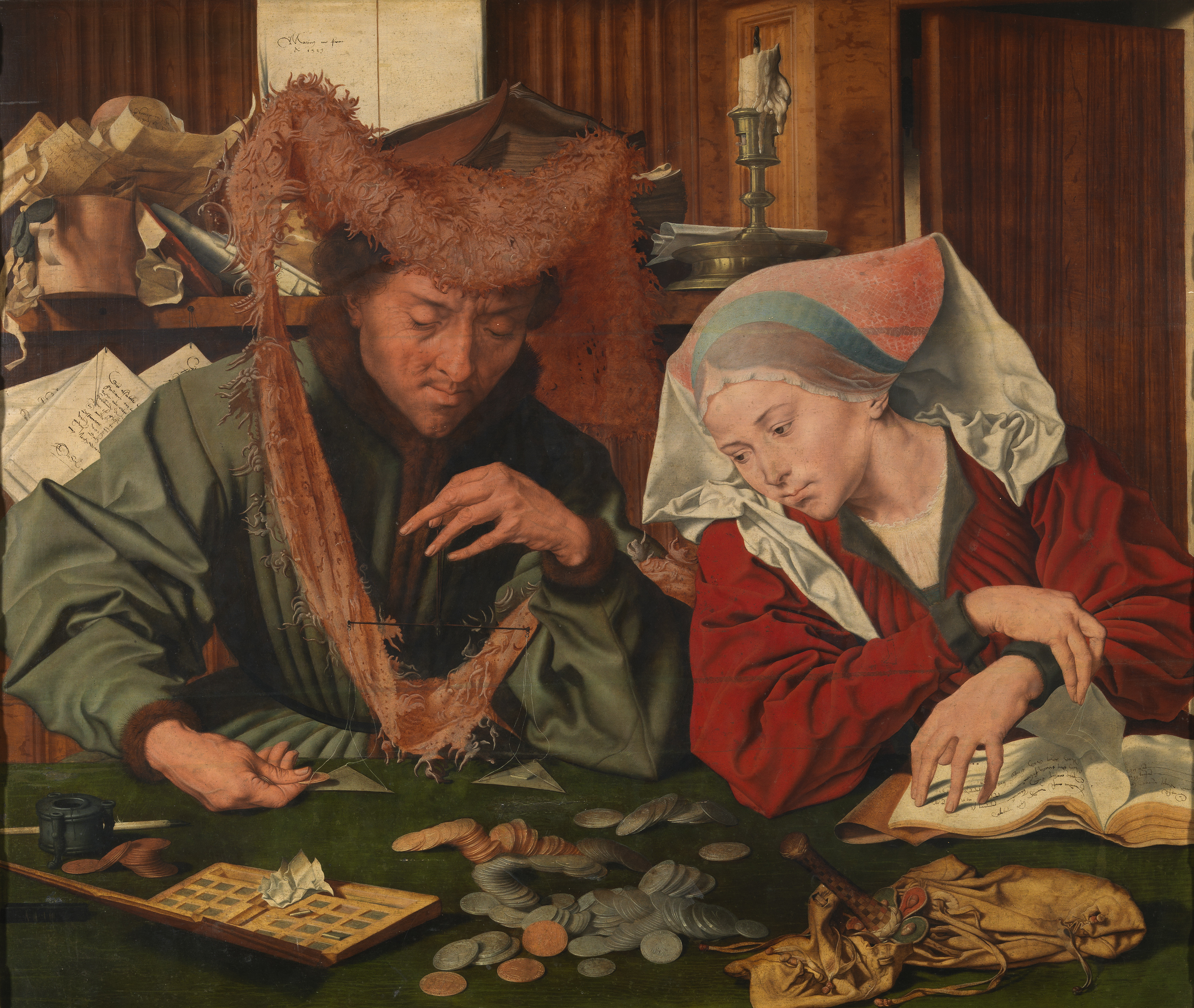
Esattore di tasse con la moglie

Marinus van Reymerswaele (Reimerswaal, 1490 circa – Goes, 1546 circa) è stato un pittore olandese.

## Biografia
Nativo di una cittadina in Zelanda, era figlio del pittore Nicolas de Zieriksee e dal 1506-1509 fu apprendista presso il pittore di vetrate Simon van Daele ad Anversa.
Si specializzò in pittura di genere e soggetto storici, arrivando a una carriera di quarant'anni. In questo lungo arco però gli sviluppi stilistici sono del tutto assenti, prediligendo deliberatamente una forma arcaica e una limitazione nei temi trattati. Amante dei dettagli curiosi e bizzarri, è celebre soprattutto per una serie di ritratti di personaggi al lavoro al limite del caricaturale. Nel comporre queste opere egli attingeva al modello dei maestri passati, variando e arricchendone gli spunti. Tipico esempio è il suo capolavoro, l'Esattore di tasse con la moglie (Alte Pinakothek, Monaco), derivato da un'opera di Quentin Massys oggi al Louvre (1514).
Nel 1567 venne bandito da Middelburg per aver preso parte a un'azione iconoclasta nella Westmunsterkerk, segno della sua adesione alla Riforma protestante.